# Brian Masse

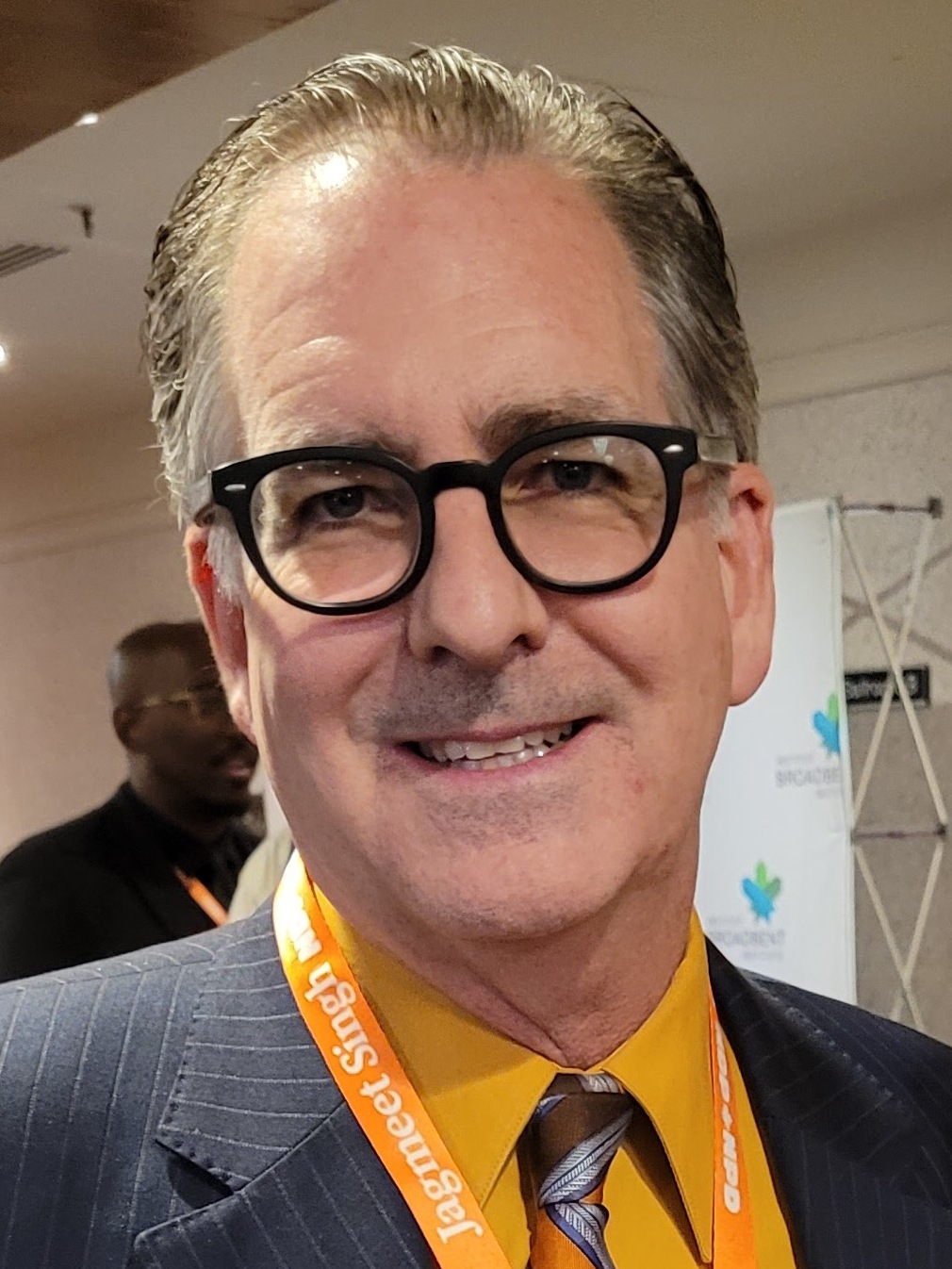
Brian Masse (2023)

Brian Masse (* 9. Juli 1968 in Windsor, Ontario) ist ein kanadischer Politiker. Seit 2002 ist er als Mitglied der Neue Demokratische Partei Abgeordneter des Unterhauses für den Wahlkreis Windsor Westen. Von 1997 bis 2002 war er Mitglied des Stadtrats von Windsor.

## Leben und Karriere
Brian Masse wurde am 9. Juli 1968 in Windsor geboren. Er erhielt 1991 einen Bachelorabschluss in Soziologie von der Wilfrid Laurier University. In den 1990er Jahren arbeitete er als Arbeitsberater für Menschen mit Behinderungen. Außerdem organisierte er Kulturprogramme in Windsor.
1997 wurde Masse in den Stadtrat von Windsor gewählt. Im Jahr 1998 führte er erfolgreich den örtlichen Widerstand gegen den geplanten Bau einer industriellen Steinbrechanlage im Stadtviertel Bridgeview an. Er wurde im Jahr 2000 wiedergewählt. Im Jahr 2001 schlug er erfolgreich eine Verordnung vor, die Schulschließungen verhindern sollte, indem der Verkauf von Schulgrundstücken an Bauträger beschränkt wurde. Im Jahr 2002 forderte er eine Volksabstimmung darüber, ob die Stadt Geld für den Bau einer neuen Eishockeyarena ausgeben sollte, doch der Stadtrat stimmte gegen die Durchführung einer Volksabstimmung.
Masse trat 1997 der Neue Demokratische Partei bei. Im Jahr 2002 wurde Masse bei einer Nachwahl in das Unterhaus für den Wahlkreis Windsor Westen gewählt. Anlass der Nachwahl war der Rücktritt von Herb Gray, der den Wahlkreis vierzig Jahre lang vertreten hatte. Masse wurde in den Kanadischen Unterhauswahlen 2004, 2006, 2008, 2011, 2015, 2019 und 2021 wiedergewählt.
Auf dem Parteitag der Neue Demokratische Partei 2003 unterstützte Masse Joe Comartin als Kandidaten für den Parteivorsitz. Comartin belegte hinter Lorne Nystrom und Bill Blaikie den vierten Platz, Jack Layton wurde zum Vorsitzenden gewählt.
Im Jahr 2004 selben Jahr gründete er auch eine Gruppe von Politikern, um die Handelsbeziehungen zwischen den USA und Kanada zu untersuchen. Im selben Jahr schlug er ein Gesetz vor, das die Patentierung von Medikamenten einschränken sollte. Im Jahr 2006 widersetzte er sich dem Plan von Minister Maxime Bernier, ausländische Eigentümerschaft an kanadischen Telekommunikationsunternehmen zuzulassen. Im selben Jahr wandte er sich auch gegen den Ausschluss von Buzz Hargrove aus der Neue Demokratische Partei.
Nach dem Tod des Parteivorsitzenden Jack Layton unterstützte Masse Nathan Cullen als Kandidaten für den Parteivorsitz. Beim Parteitag 2012 belegte Cullen den dritten Platz unter sieben Kandidaten, Thomas Mulcair wurde zum Parteivorsitzenden gewählt.
Nachdem Thomas Mulcair 2016 als Parteivorsitzender zurückgetreten war, unterstützte Masse Jagmeet Singh als Kandidaten für den Parteivorsitz auf dem Parteitag 2017. Singh wurde mit 53,83 % der Stimmen gewählt und besiegte Charlie Angus, Guy Caron und Niki Ashton.
Seit 2015 leitet er die Wissenschafts- und Technologiepolitik der Partei. Während der COVID-19-Pandemie plädierte er dafür, dass Kanada ein dauerhaftes öffentliches Unternehmen zur Herstellung wichtiger Impfstoffe und Medikamente gründen sollte. Im Jahr 2021 plädierte er für den Ausbau des Hochgeschwindigkeitsinternets in ländlichen und abgelegenen Gebieten Kanadas.